# Wybory parlamentarne w Danii w 1973 roku
Wybory parlamentarne w Danii w 1973 roku zostały przeprowadzone 4 grudnia 1973. Wybory wygrała lewicowa partia Socialdemokraterne, zdobywając 25,6% głosów, co dało partii 46 mandatów w 179-osobowym Folketingu. Frekwencja wynosiła 88,7%. Po raz pierwszy do parlamentu wystartowało 5 nowych partii politycznych.
| Partia                       | % głosów | liczba mandatów |
| ---------------------------- | -------- | --------------- |
| Socialdemokraterne           | 25,6%    | 46              |
| Partia Postępu               | 15,9%    | 28              |
| Venstre                      | 12,3%    | 22              |
| Det Radikale Venstre         | 11,2%    | 20              |
| Konserwatywna Partia Ludowa  | 9,2%     | 16              |
| Centrodemokraci              | 7,8%     | 14              |
| Socjalistyczna Partia Ludowa | 6,0%     | 11              |
| Chrześcijańscy Demokraci     | 4,0%     | 7               |
| Partia Komunistyczna         | 3,6%     | 6               |
| Partia Sprawiedliwości       | 2,9%     | 5               |
| Lewicowi Socjaliści          | 1,5%     |                 |
| Suma                         | 100%     | 179             |